# Kaipa
Kaipa és un grup de rock progressiu suec dirigit per Hans Lundin. Roine Stolt s'uní a Kaipa com el seu guitarrista quan tenia 17 anys. Stolt s'anà a formar The Flower Kings. Kaipa se va reunir pel seu Notes From The Past del 2002. Stolt deixà Kaipa després de Mindrevolutions, però la banda va continuar sense ell.

## Membres
Formació actual
- Hans Lundin – Teclats i veus (1973–1982, 2000–)
- Patrik Lundström – Guitarra principal i veus de fons
- Aleena Gibson – Guitarra principal i veus de fons
- Jonas Reingold – Baix
- Morgan Ågren – Bateria
- Per Nilsson – Guitarra

Membres originals
- Roine Stolt – Guitarra i veu (1974–1979, 2000–2005)
- Ingemar Bergman – Bateria (1974–1981)
- Tomas Eriksson – Baix (1973–1977)
- Mats Lindberg – Baix (1977–1980)
- Mats Löfgren – Veu (1977–1980)
- Max Åhman – Guitarra (1979–1982)
- Mats "Microben" Lindberg – Baix (1981–1982)
- Per "Pelle" Andersson – Bateria (1982)

## Discografia

### Àlbums d'estudi
- Kaipa (1975)
- Inget Nytt Under Solen (1976)
- Solo (1978)
- Händer (1980)
- Nattdjurstid (1982)
- Stockholm Symphonie (1993)
- Notes from the Past (2002)
- Keyholder (2003)
- Mindrevolutions (2005)
- Angling Feelings (2007)
- In the Wake of Evolution (2010)
- Vittjar (2012)
- Sattyg (2014)
- Children of the Sounds (2017)

### Compilacions
- The Decca Years 1975–1978 (2005)